# Praia da Pipa
Praia da Pipa är en strand i Brasilien.   Den ligger i kommunen Tibau do Sul och delstaten Rio Grande do Norte, i den östra delen av landet, 1 800 km nordost om huvudstaden Brasília.